# Чухломский район
Чу́хломский райо́н — административно-территориальная единица (район) и муниципальное образование (муниципальный район) на севере Костромской области России.
Административный центр — город Чухлома.

## География
Площадь района — 3660 км². Основные реки — Кострома, Вига, Воча.
Граничит с Солигаличским, Галичским, Буйским, Парфеньевским, Антроповским, Кологривским районами, а также с Бабушкинским и Тотемским районами Вологодской области.

## История
8 октября 1928 года в Костромской губернии вместо уездов образованы 19 районов. Из большей части Чухломского уезда был создан Чухломской район, из меньшей — Судайский район. 14 января 1929 года Костромская губерния преобразуется в Костромской округ Ивановской Промышленной области. Постановлением ЦИК СССР от 23 июля 1930 года округа были упразднены, район переходит в непосредственное подчинение области. 31 марта 1936 года была образована Ярославская область, Чухломский район переходит в её состав.
В 1944 году была образована Костромская область, в состав которой вошли Чухломский и Судайский районы. С 13 августа 1944 года оба района числились в составе вновь образованной Костромской области.
Указом Президиума Верховного Совета РСФСР № 5 (227) от 1 февраля 1963 года был образован Чухломский сельский район. Судайский район был упразднён и вошёл в Чухломский сельский район. В состав новообразованного района вошли все сельсоветы Чухломского района, кроме Гавриловского, Ножкинского и Муравьищенского и все сельские советы Судайского района.
В 1965 году Чухломский сельский район преобразован в район с прежним статусом.
В соответствии с Законом Костромской области от 30 декабря 2004 года № 237-ЗКО район наделён статусом муниципального района, установлены границы муниципального образования.
В соответствии с административной реформой образованы Чухломское городское поселение и Чухломский муниципальный район. На территории района образованы 13 муниципальных образований: 1 городское и 12 сельских поселений.
В соответствии с Законом Костромской области от 9 февраля 2007 года N 112-4-ЗКО Чухломский район как административно-территориальная единица области также сохраняет свой статус.

## Население
| 2002    | 2008    | 2009    | 2010    | 2011    | 2012    | 2013    | 2014    | 2015    |
| ------- | ------- | ------- | ------- | ------- | ------- | ------- | ------- | ------- |
| 13 574  | ↘12 525 | ↗12 585 | ↘11 346 | ↘11 322 | ↘11 092 | ↘10 817 | ↘10 538 | ↘10 376 |
| 2016    | 2017    | 2018    | 2019    | 2020    | 2021    |         |         |         |
| ↘10 135 | ↘9998   | ↘9826   | ↘9680   | ↘9518   | ↘8101   |         |         |         |

### Урбанизация
В городских условиях (город Чухлома) проживают 52,49 % населения района.

### Национальный состав
По итогам переписи населения 2020 года проживали следующие национальности (национальности менее 0,1 % и другое, см. в сноске к строке «Другие»):
| Национальность | Численность, чел. | Доля     |
| -------------- | ----------------- | -------- |
| Русские        | 7363              | 90,89 %  |
| Украинцы       | 38                | 0,47 %   |
| Ингуши         | 25                | 0,31 %   |
| Молдаване      | 23                | 0,28 %   |
| Чеченцы        | 19                | 0,23 %   |
| Чуваши         | 13                | 0,16 %   |
| Даргинцы       | 10                | 0,12 %   |
| Другие         | 610               | 7,54 %   |
| Итого          | 8101              | 100,00 % |

## Административное деление
Чухломский район как административно-территориальная единица включает 1 город районного значения и 6 поселений.
В Чухломский район как муниципальный район входят 7 муниципальных образований, в том числе 1 городское и 6 сельских поселений:
| №        | Городское и сельские поселения   | Административный центр | Количество населённых пунктов | Население | Площадь, км2 |
| -------- | -------------------------------- | ---------------------- | ----------------------------- | --------- | ------------ |
| 1e-06    | Городское поселение:             |                        |                               |           |              |
| 1        | город Чухлома                    | город Чухлома          | 1                             | 4252      | 57,90        |
| 1.000002 | Сельские поселения:              |                        |                               |           |              |
| 2        | Ножкинское сельское поселение    | село Ножкино           | 28                            | 365       | 298,69       |
| 3        | Петровское сельское поселение    | посёлок Якша           | 37                            | 617       | 453,72       |
| 4        | Повалихинское сельское поселение | деревня Повалихино     | 29                            | 271       | 401,30       |
| 5        | Судайское сельское поселение     | село Судай             | 54                            | 1537      | 1161,57      |
| 6        | Чухломское сельское поселение    | деревня Тимофеевское   | 50                            | 546       | 649,84       |
| 7        | Шартановское сельское поселение  | деревня Ильинское      | 21                            | 513       | 620,25       |

Законом Костромской области от 22 июня 2010 года были упразднены: Беловское сельское поселение (влито в Чухломское сельское поселение); Краснонивское сельское поселение (влито в Повалихинское сельское поселение); Нагорское и Тормановское сельские поселения (влиты в Судайское сельское поселение); Фёдоровское сельское поселение (влито в Ножкинское сельское поселение). Законом Костромской области от 16 июля 2018 года к Шартановскому сельскому поселению присоединено упразднённое Панкратовское сельское поселение.

## Населённые пункты
В Чухломском районе 209 населённых пунктов.
| №   | Населённый пункт      | Тип     | Население | Муниципальное образование        |
| --- | --------------------- | ------- | --------- | -------------------------------- |
| 1   | Аверково              | деревня | ↗56       | Чухломское сельское поселение    |
| 2   | Алешково              | деревня | →0        | Судайское сельское поселение     |
| 3   | Андреевское           | деревня | ↗8        | Ножкинское сельское поселение    |
| 4   | Андрины               | деревня | →0        | Судайское сельское поселение     |
| 5   | Аниково               | деревня | →0        | Ножкинское сельское поселение    |
| 6   | Анфимово              | посёлок | ↗133      | Чухломское сельское поселение    |
| 7   | Аринино               | деревня | ↘7        | Ножкинское сельское поселение    |
| 8   | Ассорино              | деревня | ↘1        | Повалихинское сельское поселение |
| 9   | Астапово              | деревня | ↘2        | Ножкинское сельское поселение    |
| 10  | Бакланово             | деревня | ↗1        | Чухломское сельское поселение    |
| 11  | Бариново              | деревня | ↘8        | Петровское сельское поселение    |
| 12  | Белово                | деревня | ↗126      | Чухломское сельское поселение    |
| 13  | Благачёво             | деревня | →0        | Чухломское сельское поселение    |
| 14  | Боловино              | деревня | →0        | Чухломское сельское поселение    |
| 15  | Большой Починок       | деревня | ↗42       | Повалихинское сельское поселение |
| 16  | Борисово              | деревня | ↗7        | Шартановское сельское поселение  |
| 17  | Буболино              | деревня | ↗19       | Судайское сельское поселение     |
| 18  | Бурдуково             | деревня | →0        | Судайское сельское поселение     |
| 19  | Бурминское            | деревня | ↘1        | Чухломское сельское поселение    |
| 20  | Васильевское          | деревня | ↗1        | Ножкинское сельское поселение    |
| 21  | Васнево               | деревня | →0        | Чухломское сельское поселение    |
| 22  | Введенское            | село    | ↗292      | Петровское сельское поселение    |
| 23  | Венгино               | деревня | →0        | Повалихинское сельское поселение |
| 24  | Вига                  | посёлок | ↗346      | Шартановское сельское поселение  |
| 25  | Волково               | деревня | ↗1        | Петровское сельское поселение    |
| 26  | Ворваж                | посёлок | ↗25       | Судайское сельское поселение     |
| 27  | Воронцово             | деревня | →0        | Петровское сельское поселение    |
| 28  | Воронцово             | деревня | ↗1        | Чухломское сельское поселение    |
| 29  | Воскресенье-Глазуново | деревня | →0        | Чухломское сельское поселение    |
| 30  | Вырыпаево             | деревня | →0        | Повалихинское сельское поселение |
| 31  | Гавриловское          | деревня | →0        | Ножкинское сельское поселение    |
| 32  | Георгий               | село    | ↗148      | Судайское сельское поселение     |
| 33  | Герасимово            | деревня | ↗18       | Чухломское сельское поселение    |
| 34  | Гляздуново            | деревня | →0        | Судайское сельское поселение     |
| 35  | Головино              | деревня | ↘2        | Шартановское сельское поселение  |
| 36  | Головино              | деревня | →0        | Чухломское сельское поселение    |
| 37  | Гольцово              | деревня | ↗1        | Петровское сельское поселение    |
| 38  | Горлово               | деревня | ↗1        | Петровское сельское поселение    |
| 39  | Григорьевское         | деревня | ↗18       | Ножкинское сельское поселение    |
| 40  | Гришинское            | деревня | →0        | Судайское сельское поселение     |
| 41  | Гулино                | деревня | →0        | Петровское сельское поселение    |
| 42  | Гущино                | деревня | →0        | Петровское сельское поселение    |
| 43  | Деменьково            | деревня | →0        | Повалихинское сельское поселение |
| 44  | Дор                   | деревня | ↘13       | Ножкинское сельское поселение    |
| 45  | Дорофейцево           | деревня | ↘50       | Судайское сельское поселение     |
| 46  | Дубровка              | посёлок | ↘57       | Судайское сельское поселение     |
| 47  | Дудино                | деревня | ↗47       | Чухломское сельское поселение    |
| 48  | Душкино               | деревня | ↘5        | Судайское сельское поселение     |
| 49  | Дюрбенево             | деревня | ↗3        | Чухломское сельское поселение    |
| 50  | Евсяково              | деревня | ↘46       | Судайское сельское поселение     |
| 51  | Еляково               | деревня | ↗1        | Петровское сельское поселение    |
| 52  | Есаково               | деревня | ↘12       | Чухломское сельское поселение    |
| 53  | Есипово               | деревня | ↗6        | Петровское сельское поселение    |
| 54  | Ефимовское            | деревня | ↗8        | Судайское сельское поселение     |
| 55  | Жар                   | деревня | →0        | Ножкинское сельское поселение    |
| 56  | Заболотье             | деревня | →5        | Шартановское сельское поселение  |
| 57  | Заполье               | деревня | →0        | Судайское сельское поселение     |
| 58  | Зарубино              | деревня | →0        | Ножкинское сельское поселение    |
| 59  | Засухино              | деревня | →55       | Чухломское сельское поселение    |
| 60  | Захарово              | деревня | ↗2        | Чухломское сельское поселение    |
| 61  | Зикеево               | деревня | →0        | Петровское сельское поселение    |
| 62  | Зимёнки               | деревня | →0        | Судайское сельское поселение     |
| 63  | Зубарёво              | деревня | ↘18       | Чухломское сельское поселение    |
| 64  | Ивановское            | деревня | ↘0        | Ножкинское сельское поселение    |
| 65  | Ивкино                | деревня | →0        | Судайское сельское поселение     |
| 66  | Измайлово             | деревня | →0        | Судайское сельское поселение     |
| 67  | Ильинское             | деревня | ↗167      | Шартановское сельское поселение  |
| 68  | Калинино              | деревня | →0        | Повалихинское сельское поселение |
| 69  | Калинкино             | деревня | ↗1        | Судайское сельское поселение     |
| 70  | Кислово               | деревня | →0        | Чухломское сельское поселение    |
| 71  | Клепинино             | деревня | ↘0        | Чухломское сельское поселение    |
| 72  | Климовское            | посёлок | ↘84       | Судайское сельское поселение     |
| 73  | Клусеево              | село    | →0        | Чухломское сельское поселение    |
| 74  | Княжево               | деревня | ↗1        | Судайское сельское поселение     |
| 75  | Ковизино              | деревня | ↗11       | Судайское сельское поселение     |
| 76  | Коконыгино            | деревня | →0        | Петровское сельское поселение    |
| 77  | Коленково             | деревня | ↘3        | Повалихинское сельское поселение |
| 78  | Конеево               | деревня | →0        | Петровское сельское поселение    |
| 79  | Константиново         | деревня | →0        | Судайское сельское поселение     |
| 80  | Коровье               | село    | ↘94       | Петровское сельское поселение    |
| 81  | Коровье               | деревня | →0        | Судайское сельское поселение     |
| 82  | Костино               | деревня | →0        | Шартановское сельское поселение  |
| 83  | Костино               | деревня | →0        | Петровское сельское поселение    |
| 84  | Косяпино              | деревня | →0        | Чухломское сельское поселение    |
| 85  | Красная Нива          | деревня | ↘35       | Повалихинское сельское поселение |
| 86  | Крутица               | деревня | →0        | Повалихинское сельское поселение |
| 87  | Крючково              | деревня | →0        | Судайское сельское поселение     |
| 88  | Кувшиново             | деревня | ↘0        | Чухломское сельское поселение    |
| 89  | Кузнецово             | деревня | →0        | Ножкинское сельское поселение    |
| 90  | Кузнецово             | деревня | →0        | Чухломское сельское поселение    |
| 91  | Куливёртово           | деревня | ↗151      | Судайское сельское поселение     |
| 92  | Курьяново             | деревня | ↘0        | Чухломское сельское поселение    |
| 93  | Лаврентьевское        | деревня | ↘21       | Повалихинское сельское поселение |
| 94  | Лукино                | деревня | ↘0        | Ножкинское сельское поселение    |
| 95  | Лукино                | деревня | ↗5        | Петровское сельское поселение    |
| 96  | Луковцино             | деревня | ↗61       | Чухломское сельское поселение    |
| 97  | Лукушино              | деревня | ↘5        | Петровское сельское поселение    |
| 98  | Мазалово              | деревня | ↗26       | Повалихинское сельское поселение |
| 99  | Маланино              | деревня | ↗1        | Петровское сельское поселение    |
| 100 | Малая Святица         | деревня | ↘11       | Повалихинское сельское поселение |
| 101 | Марково               | деревня | →0        | Судайское сельское поселение     |
| 102 | Мартьяново            | деревня | →0        | Судайское сельское поселение     |
| 103 | Марфино               | деревня | →0        | Петровское сельское поселение    |
| 104 | Матвеево              | деревня | ↘3        | Судайское сельское поселение     |
| 105 | Матьково              | деревня | →0        | Чухломское сельское поселение    |
| 106 | Меледино              | деревня | →0        | Чухломское сельское поселение    |
| 107 | Мизинцево             | деревня | ↗18       | Чухломское сельское поселение    |
| 108 | Минькино              | деревня | ↘6        | Судайское сельское поселение     |
| 109 | Митюково              | деревня | →0        | Повалихинское сельское поселение |
| 110 | Михейцево             | деревня | ↗10       | Судайское сельское поселение     |
| 111 | Монсаково             | деревня | →0        | Судайское сельское поселение     |
| 112 | Нагорское             | деревня | ↗10       | Судайское сельское поселение     |
| 113 | Назарово              | деревня | →0        | Петровское сельское поселение    |
| 114 | Напрудново            | деревня | ↘1        | Судайское сельское поселение     |
| 115 | Нестерово             | деревня | ↗27       | Повалихинское сельское поселение |
| 116 | Нигородцево           | деревня | →0        | Чухломское сельское поселение    |
| 117 | Никитино              | деревня | →0        | Ножкинское сельское поселение    |
| 118 | Никоново              | деревня | →0        | Петровское сельское поселение    |
| 119 | Новинское             | деревня | ↗5        | Судайское сельское поселение     |
| 120 | Новопанкратово        | посёлок | ↗136      | Шартановское сельское поселение  |
| 121 | Новосёлово            | деревня | →0        | Судайское сельское поселение     |
| 122 | Ножкино               | село    | ↗289      | Ножкинское сельское поселение    |
| 123 | Носово                | деревня | ↗71       | Чухломское сельское поселение    |
| 124 | Одинцово              | деревня | ↘10       | Повалихинское сельское поселение |
| 125 | Ожегино               | деревня | →0        | Чухломское сельское поселение    |
| 126 | Ожиганово             | деревня | →0        | Повалихинское сельское поселение |
| 127 | Ожиганово             | деревня | →0        | Чухломское сельское поселение    |
| 128 | Озерки                | деревня | →0        | Чухломское сельское поселение    |
| 129 | Озерово               | деревня | →0        | Чухломское сельское поселение    |
| 130 | Ольховая              | деревня | →0        | Шартановское сельское поселение  |
| 131 | Осташово              | деревня | →0        | Петровское сельское поселение    |
| 132 | Панкратово            | деревня | ↗122      | Шартановское сельское поселение  |
| 133 | Петраково             | деревня | →0        | Чухломское сельское поселение    |
| 134 | Петровское            | деревня | ↗106      | Петровское сельское поселение    |
| 135 | Платуново             | деревня | ↘4        | Чухломское сельское поселение    |
| 136 | Плосково              | деревня | →0        | Судайское сельское поселение     |
| 137 | Плотина               | посёлок | →19       | Повалихинское сельское поселение |
| 138 | Повалихино            | деревня | ↗239      | Повалихинское сельское поселение |
| 139 | Погорелово            | деревня | →0        | Повалихинское сельское поселение |
| 140 | Подболотново          | деревня | ↘2        | Судайское сельское поселение     |
| 141 | Покровское            | деревня | →0        | Ножкинское сельское поселение    |
| 142 | Полстниково           | деревня | →0        | Судайское сельское поселение     |
| 143 | Полтораново           | деревня | →15       | Судайское сельское поселение     |
| 144 | Полтораново           | посёлок | ↗2        | Судайское сельское поселение     |
| 145 | Понежское             | деревня | ↘3        | Судайское сельское поселение     |
| 146 | Популино              | деревня | →0        | Повалихинское сельское поселение |
| 147 | Привалкино            | деревня | →0        | Петровское сельское поселение    |
| 148 | Пуминово              | деревня | ↗1        | Шартановское сельское поселение  |
| 149 | Пыхино                | деревня | →0        | Чухломское сельское поселение    |
| 150 | Рагозино              | деревня | ↘6        | Шартановское сельское поселение  |
| 151 | Раменье               | деревня | →0        | Судайское сельское поселение     |
| 152 | Репехтино             | деревня | →0        | Петровское сельское поселение    |
| 153 | Романовское           | деревня | →0        | Петровское сельское поселение    |
| 154 | Рыково                | деревня | ↗4        | Петровское сельское поселение    |
| 155 | Рыстаново             | деревня | ↘8        | Чухломское сельское поселение    |
| 156 | Рюминово              | деревня | ↗2        | Судайское сельское поселение     |
| 157 | Савватово             | деревня | ↗12       | Судайское сельское поселение     |
| 158 | Савино                | деревня | ↘0        | Судайское сельское поселение     |
| 159 | Савино                | деревня | ↗4        | Судайское сельское поселение     |
| 160 | Савино                | деревня | →0        | Петровское сельское поселение    |
| 161 | Савино                | деревня | ↘1        | Шартановское сельское поселение  |
| 162 | Сальково              | деревня | →0        | Повалихинское сельское поселение |
| 163 | Село                  | деревня | ↗3        | Шартановское сельское поселение  |
| 164 | Семёнково             | деревня | →0        | Чухломское сельское поселение    |
| 165 | Сенная                | село    | ↗50       | Чухломское сельское поселение    |
| 166 | Серапиха              | село    | ↗102      | Чухломское сельское поселение    |
| 167 | Серебряный Брод       | посёлок | ↗93       | Повалихинское сельское поселение |
| 168 | Середнево             | деревня | →0        | Ножкинское сельское поселение    |
| 169 | Сиднево               | деревня | →0        | Повалихинское сельское поселение |
| 170 | Скрипино              | деревня | ↘3        | Петровское сельское поселение    |
| 171 | Слуда                 | деревня | ↗1        | Повалихинское сельское поселение |
| 172 | Соколово              | деревня | →0        | Ножкинское сельское поселение    |
| 173 | Соколово              | деревня | →0        | Петровское сельское поселение    |
| 174 | Стан                  | деревня | ↗1        | Повалихинское сельское поселение |
| 175 | Старово               | деревня | ↗1        | Шартановское сельское поселение  |
| 176 | Судай                 | село    | ↗1629     | Судайское сельское поселение     |
| 177 | Сундоба               | деревня | →0        | Шартановское сельское поселение  |
| 178 | Сухарево              | деревня | ↘1        | Петровское сельское поселение    |
| 179 | Тимофеевское          | деревня | ↗166      | Чухломское сельское поселение    |
| 180 | Титово                | деревня | →8        | Повалихинское сельское поселение |
| 181 | Торманово             | село    | ↘22       | Судайское сельское поселение     |
| 182 | Трясево               | деревня | →0        | Чухломское сельское поселение    |
| 183 | Туруково              | деревня | →0        | Ножкинское сельское поселение    |
| 184 | Фалилеево             | деревня | ↘2        | Петровское сельское поселение    |
| 185 | Фёдоровское           | деревня | ↗246      | Ножкинское сельское поселение    |
| 186 | Фёдосово              | деревня | →0        | Судайское сельское поселение     |
| 187 | Фёдосово              | деревня | →0        | Чухломское сельское поселение    |
| 188 | Фёдотово              | деревня | ↘0        | Ножкинское сельское поселение    |
| 189 | Федцово               | деревня | ↘0        | Судайское сельское поселение     |
| 190 | Федьково              | деревня | ↗43       | Шартановское сельское поселение  |
| 191 | Федьково              | деревня | →3        | Чухломское сельское поселение    |
| 192 | Филимоново            | деревня | ↗4        | Судайское сельское поселение     |
| 193 | Филино                | деревня | →0        | Петровское сельское поселение    |
| 194 | Филипповское          | деревня | →0        | Судайское сельское поселение     |
| 195 | Фирюково              | деревня | →0        | Повалихинское сельское поселение |
| 196 | Фокино                | деревня | →0        | Судайское сельское поселение     |
| 197 | Фомино                | деревня | ↗1        | Чухломское сельское поселение    |
| 198 | Фомицино              | деревня | ↗16       | Шартановское сельское поселение  |
| 199 | Цилимово              | деревня | ↗7        | Повалихинское сельское поселение |
| 200 | Часовново             | деревня | →0        | Ножкинское сельское поселение    |
| 201 | Чашково               | деревня | →0        | Петровское сельское поселение    |
| 202 | Чертово               | деревня | ↗86       | Шартановское сельское поселение  |
| 203 | Чухлома               | город   | ↘4252     | город Чухлома                    |
| 204 | Шартаново             | село    | ↗106      | Шартановское сельское поселение  |
| 205 | Шелепнево             | деревня | →0        | Петровское сельское поселение    |
| 206 | Щукино                | деревня | ↗1        | Ножкинское сельское поселение    |
| 207 | Юркино                | деревня | →0        | Ножкинское сельское поселение    |
| 208 | Юрьевское             | деревня | ↘4        | Повалихинское сельское поселение |
| 209 | Якша                  | посёлок | ↗472      | Петровское сельское поселение    |

### Упразднённые населённые пункты
- 2024 год — деревни Аксёново, Афанасьево, Зельево, Казинское, Капустино, Карпово, Нелидово, Ревякино, Салово, Тарасово и Хорошево[26].

## Местное самоуправление
Председатели Собрания депутатов
- с 2012 года — Тихомирова Ольга Николаевна -

Главы администрации
- Знаменский Андрей Юрьевич
- Владимир Валентинович Бахвалов, глава района[27]

## Транспорт
Через район проходят автодороги, связывающие административный центр с такими городами, как Кострома, Галич, Солигалич.

## Достопримечательности
- Федоровское (поселение) — объект археологического наследия у д. Фёдоровское

## Известные люди

### В районе родились
- Байков, Анатолий Сергеевич — режиссёр народного театра «Молодая Гвардия» в посёлке Звёздный на трассе Байкало-Амурской магистрали[28].
- Зиновьев, Александр Александрович (1922—2006) — российский советский логик, социолог, социальный философ; писатель-сатирик; диссидент.
- Иванов, Михаил Николаевич (1898—1948) — советский военный деятель, Генерал-майор (1943 год).
- Смирнов, Николай Васильевич (1897—19??) — советский военачальник, полковник.
- Пуговкин, Михаил Иванович (1923—2008) — актёр театра и кино, народный артист СССР (1988).